# Coreinae
Coreinae é uma subfamília de insetos hemípteros da família Coreidae; compreende onze tribos.